# الحزب الوطني (سوريا)
الحزب الوطني هو حزب سياسي سوري تأسس عام 1947، وحل في عام 1963. وُلد من الكتلة الوطنية التي عارضت العثمانيين في سوريا، وطالب بعد ذلك بالاستقلال عن الانتداب الفرنسي.

## التأسيس
في عام 1936، أرسل قادة الكتلة الوطنية (هاشم الأتاسي ، سعد الله الجابري ، لطفي الحفار ، جميل مردم بك ، شكري القوتلي ، نصيب البكري ، إبراهيم هنانو ، سلطان باشا الأطرش ، فارس الخوري ، صالح العلي ، فيصل نجيب ، فخري سامي البارودي ومحمد العمر) وفدا إلى فرنسا يطالبون بالاستقلال.